# Hu Mei
Hu Mei (xines: 胡玫) (Pequín, 2 de setembre de 1958) és una guionista, productora, directora de cinema i televisió xinesa. Pertany a l'anomenada Cinquena Generació de cineastes. Va destacar per una de les primeres figures en abandonar el sistema de productores estatals i treballar con a "free lance".

## Biografia
Hu Mei va néixer a Pequín (Xina) el 2 de setembre de 1958 en el si d'una família d'artistes. El seu pare Hu Defeng era director artístic i d'orquestra a l'exercit i la seva mare era cantant. Va començar a tocar el piano de ben jove i va rebre una notable educació artística.  Hu Mei, es va graduar al Departament de Primera Infància de Xiangshan Charity Home el 1965 i el 1971 a l'escola primària de Xinghuo al districte de Haidian, de Pequín.
El 1975 es va incorporar a l'Exèrcit Popular d'Alliberament, on va fer d'actriu i també com a guionista i ajudant de direcció en els estudis de l'exercit. L'experiència militar li va inspirar les seves dues primeres pel·lícules.
Va formar part de la promoció de l'any 1982 de l'Acadèmia de Cinema de Pequín és a dir, la primera després de la Revolució Cultural, on va coincidir amb alumnes com Tian Zhuanhzhuang, Zhang Yimou i Chen Kaige que posteriorment també van ser directors de prestigi.

### Carrera cinematogràfica
La seva primera pel·lícula, 女儿楼, (Army Nurse) codirigida amb Li Xiaojun data del 1984: és la primera pel·lícula que tracta sobre la vida de les dones després de la Revolució Cultural. El 1986 va dirigir 远离战争年代 (Far from the War) que s'ha considerat com la primera pel·lícula "psicologica" del cinema xines i que explica el passat revolucionari des d'una perspectiva contemporània. Va estar uns anys sense fer cinema, centrada en fer televisió i va tornar breument al cinema amb "On the Other Side of the Bridge" (o, en xinès, Fanny's smile 芬妮的微笑), una coproducció sino-austríaca estrenada el novembre de 2002.
China Films va proposar a Hu Mei de rodar una superproducció sobre Confuci. Una biografia històrica, en línia amb els seus grans frescos històrics per a televisió. Estrenada el gener de 2010, "Confuci (pel·lícula)" (孔子) va tenir molt èxit a la Xina, malgrat que va rebre algunes crítiques dels sectors acadèmics per les possibles errades històriques i filosòfiques. Va participar en les sessions especials del Asian Film Festival Barcelona de l'any 2011.
Ha guanyat diversos premis en festivals com el Festival Internacional de Cine de Xangai de 2018, per "Into the Capital".

### Carrera televisiva
A la televisió ha destacat com a directora de produccions basades en temes històrics, com "Yongzheng Dynasty" (1989), "The Emperor in Han Dynasty" (2005), o "Hero Cao Cao" de l'any 2015 basada en la vida de Cao Cao un senyor de la guerra de finals de la Dinastia Han Oriental, que també va ser emesa per canals del Japó i Corea.
El setembre de 2017, Hu Mei va ser escollida com a sisena vicepresidenta de l'Associació d'Artistes de Televisió de la Xina.
A guanyat diversos premis en festivals de televisió com el Chinese American Film Festival (1985), Seoul International All Cinema & Media Festival (2006) i també el Flying Apsaras Awards (Feitian Awards) (1999 i 2005).

## Filmografia

### Pel·lícules[6]
| Any  | Títol anglès                                                 | Títol xinès  |
| ---- | ------------------------------------------------------------ | ------------ |
| 1984 | Army Nurse                                                   | 女儿楼       |
| 1984 | Daughter's House                                             |              |
| 1987 | Far from the War                                             | 远离战争年代 |
| 1988 | Gunless Gun                                                  | 无枪枪手     |
| 1989 | The Recruits                                                 |              |
| 1989 | The Lost sisters                                             |              |
| 1989 | New Chinese Cinema                                           |              |
| 1991 | Jiang hu ba mian feng                                        | 江湖八面风   |
| 1991 | Coming Back to Xiamen                                        | 情归鹭岛     |
| 1992 | Gunslinger in the City                                       | 都市枪手     |
| 2002 | On the Other Side of the Bridge (Am anderen Ende der Brücke) | 芬妮的微笑   |
| 2010 | Confucius                                                    | 孔子         |
| 2015 | Empire Twilight                                              |              |
| 2018 | Into the Capital                                             |              |
| 2018 | A Dream of Red Mansions                                      | 紅樓夢       |
| 2019 | Enter the Forbidden City                                     | 进京城       |
| 2021 | The Story of the Stone                                       | 红楼梦       |
| 2021 | Have Your Name Carved                                        | 天上的孩子   |

### Televisió[6]
| Any  | Títol anglès               | Títol xinès |
| ---- | -------------------------- | ----------- |
| 1993 | Endless Love               |             |
| 1995 | Female Pilot               |             |
| 1999 | Yongzheng Dynasty          | 雍正王朝    |
| 2000 | Loyalty                    | 忠诚        |
| 2003 | The Emperor in Han Dynasty | 汉武大帝    |
| 2004 | Camphor Tree               | 香樟树      |
| 2006 | Qiao's Grand Courtyard     | 乔家大院    |
| 2007 | Blood Perseverance         |             |
| 2008 | The Prosperous Family      |             |
| 2014 |                            | 曹操        |
| 2015 | Hero Cao Cao               |             |